# Potworów (Mazovië)
Potworów is een dorp in het Poolse woiwodschap Mazovië, in het district Przysuski. De plaats maakt deel uit van de gemeente Potworów en telt 990 inwoners.